# Ford Nucleon
El Ford Nucleon fou un concepte desenvolupat per Ford el 1957 dissenyat com un futur cotxe de generació nuclear, un dels exemplars d'aquests dissenys durant els anys cinquanta i seixanta. El concepte només es va demostrar com a model a escala. El disseny no incloïa un motor de combustió interna; més aviat, el vehicle havia de ser alimentat per un petit reactor nuclear a la part posterior del vehicle, basant-se en el supòsit que això seria possible un dia reduint les mides. El cotxe havia d'utilitzar una màquina de vapor alimentada per fissió d'urani similar a les que es troben als submarins nuclears.
La maqueta del cotxe es pot veure al Museu Henry Ford de Dearborn, Michigan.

## Concepte de disseny
En el moment de la presentació del concepte del cotxe, la tecnologia nuclear era relativament nova i es creia que aviat la tecnologia de fissió nuclear es podia fer compacta i assequible, de manera que el combustible nuclear esdevindria la font d'energia primària als EUA i la gasolina quedaria obsoleta. Ford va plantejar un futur on es substituirien les benzineres per estacions de recàrrega de servei complet i que el vehicle passés a 5.000 milles abans que el reactor hagués de ser intercanviat per un de nou. Es reduirien les versions dels reactors nuclears que utilitzaven els submarins militars en aquell moment, utilitzant l'urani com a matèria de fissió. Com que es substituiria tot el reactor, Ford va plantejar que el propietari tindria múltiples opcions per als reactors, com ara un model eficient en el consum de combustible o un model d'alt rendiment, a cada canvi del reactor. En última instància, el reactor utilitzaria la calor per convertir l'aigua en vapor i el tren d'energia seria impulsat pel vapor.

## En la cultura popular
The Nucleon és la inspiració dels cotxes nuclears a la franquícia de videojocs Fallout. Per exemple, les cartelleres del joc descriuen el fictici Chryslus Corvega Atomic V8 com un motor "Atomic V8". La representació del joc és més satírica, tanmateix, ja que els cotxes esclaten en un núvol de bolet tòxic nuclear poc plausible i alliberen radiació quan es disparen.